# Loge (satélite)
Loge (designación provisional S/2006 S 5) es un satélite natural de Saturno. Su descubrimiento fue anunciado por David C. Jewitt, Scott S. Sheppard, Jan Kleyna, y Brian G. Marsden el 26 de junio de 2006, después de las observaciones realizadas entre el 13 de diciembre de 2004 y el 30 de abril de 2006.
Loge tiene unos 6 km de diámetro y orbita alrededor de Saturno a una distancia media de 23 142 000 km en 1314,364 días, con una inclinación de 166,5° en la eclíptica (165,3° en el ecuador de Saturno), en sentido retrógrado y con una excentricidad de 0,1390.
LLeva el nombre de Loge un gigante de fuego de la mitología nórdica, hijo de Fornjót ( no confundir con Loki).